# Grab (gmina Bijelo Polje)
Grab (cyr. Граб) – wieś w Czarnogórze, w gminie Bijelo Polje. W 2011 roku liczyła 296 mieszkańców.